# اندیس یخاب
یخاب یک اندیس فلزی است که در حوالی شهر خور استان یزد قرار دارد و مادهٔ معدنی موجود در آن، مس است. سنگ میزبان این اندیس توف است  در این اندیس، پاراژنز‌های پیریت، بورنیت، کوولیت یافت می‌شوند.